# Ecuación de Arden Buck
Las ecuaciones de Arden Buck son un grupo de correlaciones empíricas que relacionan la presión de vapor de saturación con la temperatura del aire húmedo. Los ajustes de curva se han optimizado para una mayor precisión que la ecuación de Goff-Gratch en el rango de −80 a 50 °C (−112 a 122 °F).
Se desarrolló un conjunto de varias ecuaciones, cada una de las cuales es aplicable en una situación diferente.

## Fórmula
Las ecuaciones sugeridas por Buck (1996) (que son modificaciones de las ecuaciones en Buck (1981)) son:
{\displaystyle P_{\mathrm {s} }\left(T\right)=0.61121\exp \left(\left(18.678-{\frac {T}{234.5}}\right)\left({\frac {T}{257.14+T}}\right)\right)},                   para el agua líquida, T > 0 °C
{\displaystyle P_{\mathrm {s} }\left(T\right)=0.61115\exp \left(\left(23.036-{\frac {T}{333.7}}\right)\left({\frac {T}{279.82+T}}\right)\right)},                   para hielo, T < 0 °C
donde:
- Ps(T) es la presión de vapor de saturación en hPa
- exp(x) es la función exponencial
- T  es la temperatura del aire en grados Celsius